# فنیکس لیک (کالیفرنیا)
فنیکس لیک (به انگلیسی: Phoenix Lake) یک منطقهٔ مسکونی در ایالات متحده آمریکا است که در شهرستان توآلومی، کالیفرنیا واقع شده‌است. فنیکس لیک ۲۸٫۸۵۰ کیلومتر مربع مساحت و ۴٬۲۶۹ نفر جمعیت دارد و ۷۴۰٫۹۸ متر بالاتر از سطح دریا واقع شده‌است.